# Chiesa di Cristo al Monte
La Chiesa di Cristo al Monte è un luogo di culto cattolico sito in Paternò, in provincia di Catania. Situata sul colle, è sede della locale Arciconfraternita dei Bianchi, che ne è proprietaria.

## Storia
La costruzione dell'edificio viene attribuita alla seconda metà del XVI secolo, e fu promossa dalla Compagnia dei Bianchi, che a Paternò era stata fondata dal principe Cesare Moncada, sull'esempio di quella di Palermo. Il Principe di Paternò, con privilegio del 9 aprile 1568, in notaio Antonino de Michele, dotò la chiesa di un censo di venti onze annuali. La Compagnia dei Bianchi, i cui membri appartenevano alla nobiltà cittadina, fece erigere la chiesa con l'intento di assistere i prigionieri condannati a morte.
La chiesa sarebbe stata edificata sui resti di un'altra risalente al XIV secolo. Subì interventi di restauro tra il 1742 e il 1747, nel corso dei quali furono realizzati gli interni con altari, affreschi e decori.
La Compagnia dei Bianchi di Paternò fu ufficialmente riconosciuta con decreto del viceré Domenico Caracciolo, marchese di Villamaina del 28 luglio 1783.
Importanti lavori di ristrutturazione e restauro della chiesa, in modo particolare degli interni, sono stati effettuati sul finire del XX secolo, in cui sono stati scoperti dei locali sotterranei ed un'arcata risalente forse all'epoca romana, davanti al cancello del cortile.

## Descrizione
La Chiesa di Cristo al Monte sorge nella parte centrale del Colle di Paternò, in uno spiazzo prospiciente la Chiesa di Santa Maria dell'Alto e il secondo ingresso del cimitero monumentale. Appartiene alla locale Arciconfraternita dei Bianchi.
L'edificio, a forma parallelepipeda, presenta una facciata molto semplice, racchiusa da un timpano, che comprende un portale d'ingresso in stile gotico-catalano, costituito da un arco a tutto sesto la cui chiave è un riccio decorato da motivi floreali. Il portale è sovrastato l'emblema della Compagnia dei Bianchi, al di sopra del quale vi è una finestra rettangolare con i bordi in pietra lavica. Le due facciate laterali presentano due finestre rettangolari ciascuna, che come quella della facciata centrale hanno i bordi in pietra lavica, ma con base più stretta. Accanto alla costruzione, nel lato sinistro, vi è un piccolo cimitero, la cui sepoltura era riservata ai nobili che appartenevano alla Confraternita.
L'interno è ricco di statue, decorazioni pittoriche e fregi di pregevole fattura, che contrasta la semplicità dell'esterno e accentua la diversa datazione della sua realizzazione risalente al XVIII secolo. Presenta un'unica navata pavimentata con maioliche policrome settecentesche, e fastosamente arricchita dalla presenza dei quattro altari laterali barocchi delimitati da snelle colonne tortili di color verde con capitelli indorati, sostengono la ricchissima trabeazione recante angeli e stemmi sacri. Ogni altare è munito di altrettante tele sei-settecentesche alcune gravemente danneggiate dall'opera di ignari ladri; le grandi tele rappresentano San Luigi Gonzaga e la Madonna del Soccorso nella parete sinistra, nella destra l'Assunzione di Maria Vergine e la Deposizione dalla Croce.
L'imponente macchina dell'altare maggiore comunque, resta l'opera più grandiosa e imponente della chiesa. Sei colonne tortili sostengono la capricciosa e ricchissima trabeazione che sostiene un timpano spazzato culminante nella gloria di Dio tra angeli nuvole e festoni. Al centro dell'altare c'è una grande nicchia-cameretta interamente istoriata a rombi in oro zecchino, che accoglieva la venerata statua del Cristo alla Colonna, pregevole opera lignea del Seicento, ora custodita alla Chiesa della Santissima Annunziata. A sinistra del presbiterio si accede all'antica sacrestia da dove si entra in antiche carceri di epoca medievale.